# عنقص ريشي القرون
عنقص ريشي القرون (الاسم العلمي: Empusa pennicornis) هو نوع من الحشرات يتبع جنس العنقص من الفصيلة العنقصية. تم وصف هذا النوع من الحشرات علمياً لأول مرة من قبل بيتر سيمون بالاس (بالإنجليزية: Peter Simon Pallas)‏ سنة 1773.

## نطاق الإنتشار
يعتبر هذا النوع من سرعوفيات آسيا ويتواجد في مناطق آسيا الوسطى.